# Poecilopsis argentea
Poecilopsis argentea är en fjärilsart som beskrevs av Harrison. Poecilopsis argentea ingår i släktet Poecilopsis och familjen mätare. Inga underarter finns listade i Catalogue of Life.